# شعيب الذكر (الرقة)
شعيب الذكر قرية سورية تتبع ناحية المنصورة في منطقة الثورة في محافظة الرقة. بلغ عدد سكانها 1121 نسمة في عام 2004 حسب إحصاء المكتب المركزي للإحصاء.